# Benny Powell
Benjamin Gordon „Benny“ Powell (* 1. März 1930 in New Orleans, Louisiana; † 26. Juni 2010) war ein US-amerikanischer Jazz-Posaunist.

## Leben und Wirken
Powell, der im frühen Kindesalter den Vater verlor, wurde schon früh durch die Musik der Marching Bands und Paraden geprägt, spielte zunächst Schlagzeug und begann mit zwölf Jahren Posaune zu spielen, die ihm sein Onkel besorgte. Nur kurze Zeit besuchte er das Alabama State Teacher’s College und ging dann mit lokalen Bands auf Tourneen. Seinen ersten professionellen Job hatte er mit 14 Jahren bei der Truppenbetreuung; im Alter von sechzehn Jahren war er in Texas für ein Jahr Mitglied in der Band von King Kolax; danach gehörte er 1947 Ernie Fields’ Territory-Band in Tulsa an. Von 1948 bis 1951 arbeitete er bei Lionel Hampton. Frühes Vorbild war für ihn Posaunist J. J. Johnson; zu seinen Förderern in der Hampton-Band gehörte Betty Carter, die ihn ermutigte, Bebop zu spielen. Anfang 1951, nach einem Gastspiel in Ottawa, verließ er Hamptons Orchester und lebte einige Zeit in Hull in Québec. Anschließend zog er nach New York und trat im Apollo Theater in der Band des Saxophonisten Joe Thomas auf, der auch Charlie Fowlkes angehörte. Dieser empfahl ihn an Count Basie weiter, der eine neue Big Band zusammenstellte.
Von Oktober 1951 bis 1963 war er Mitglied des Count Basie Orchestra, bei dessen Aufnahmen für Clef und Roulette und dessen Erfolgstitel „April in Paris“ er 1955 als Solist mitwirkte. In dieser Zeit entstanden auch Aufnahmen mit kleineren Ensembles, so mit Buck Clayton 1953, bei einer von Frank Wess und Osie Johnson geleiteten Session sowie mit Donald Byrd und Gigi Gryce (Jazz Lab-Sessions) Ende der 50er Jahre.
In den 1960er und 1970er Jahren gehörte er Duke Pearsons Big Band und dem Thad Jones/Mel Lewis Orchestra (Berkeley Jazz Festival 1968) an, spielte in Orchestern am Broadway und leitete eigene Bands. Zehn Jahre wirkte er im Orchester der Merv Griffin Show in Hollywood mit und arbeitete dort als Studiomusiker, bevor er in den frühen 1980er Jahren nach New York City ging, wo er seitdem mit Musikern wie Abdullah Ibrahim, John Carter und Randy Weston arbeitete. Im Bereich des Jazz war er laut Tom Lord zwischen 1949 und 2009 an 438 Aufnahmesessions beteiligt. Zu hören ist er auf Slide Hamptons Album Spirit of the Horn (2003).
Er gehörte zu den Förderern von Jane Jarvis, die erst mit 70 Jahren begann, Platten aufzunehmen. Powell arbeitete auch als Jazzlehrer bei Jazzmobile und an der New Yorker New School sowie als Musikmanager.

## Lexikalischer Eintrag
- Carlo Bohländer, Karl Heinz Holler, Christian Pfarr: Reclams Jazzführer. 3., neubearbeitete und erweiterte Auflage. Reclam, Stuttgart 1989, ISBN 3-15-010355-X.